# Charles Nepveu
Charles baron Nepveu (Zeist, 5 oktober 1791 – Amersfoort, 6 oktober 1871) was een Nederlands officier en vertrouweling van de koningen Willem I en Willem II.
Na als page aan het hof van de koning van Holland, Lodewijk Napoleon te hebben gediend, startte Charles Nepveu, lid van de familie Nepveu, een militaire carrière. Hij nam deel aan Napoleons Russische Veldtocht, waarvan hij in 1814 terugkeerde. Later nam hij dienst in het pas opgerichte leger van het Verenigd Koninkrijk der Nederlanden, in 1815 streed hij als kapitein-adjudant van generaal Jean Victor de Constant Rebecque in de Slag bij Waterloo. Hierna volgden verschillende functies bij de Generale Staf. Ook werd hij benoemd tot adjudant van koning Willem II, voor wie hij diverse buitenlandse lobby-reizen ondernam.
Hij werd in 1848 in het tijdelijke kabinet-Schimmelpenninck minister van Oorlog. Hij koos als enige uiteindelijk de zijde van Schimmelpenninck bij de discussies over de Grondwetsherziening en trad samen met de premier af. Als lid van de Dubbele Kamer was hij tegenstander van de liberale Grondwetsherziening.
In 1849 werd hij door koning Willem III als baron in de adelstand verheven. Dat was tegen de zin van de ministers, bij wie Nepveu als anti-liberaal niet populair was. Nepveu bleef een grote rol spelen binnen de Nederlandse krijgsmacht. Zijn laatste militaire functie bekleedde hij als voorzitter van de Speciale Commissie van Inspectie over het Militair Onderwijs. Uiteindelijk werd hij in 1867, na opstanden op de Koninklijke Militaire Academie, waarvoor hij als voorzitter van die commissie verantwoordelijk werd geacht, met pensioen gestuurd. Wel werd hij in december 1867 nog benoemd tot minister van Staat.
Van 1835 tot 1871 bewoonde Nepveu het landgoed Berg en Dal bij Amersfoort. Met zijn zoon, Jean Laurent (1819-1903) stierf het geslacht Nepveu uit.